# Civil Választási Bizottság
A Civil Választási Bizottság egy civil szervezet, amelyet a 2019-es főpolgármesteri előválasztás második fordulójának koordinálására hoztak létre. 

## Alapítása
2019. május 22-én jelentették be, hogy felállt a Civil Választási Bizottság, amelynek elnöke Magyar György ügyvéd lett. A közlemény szerint a szervezetet „a budapesti változásért; egy zöld, élhető és modern fővárosért; a korrupciómentes, demokratikus és a budapestiek bevonásán alapuló városvezetésért elkötelezett ellenzéki pártok és civil szervezetek az ellenzéki főpolgármester-jelölti előválasztás második fordulójának megszervezésére és lebonyolítására” hozták létre.
Feladatául a 2019-es főpolgármesteri előválasztás megszervezését tűzte ki, amelyben az ellenzéki pártok közül az MSZP, a Párbeszéd, a DK, a Jobbik, az LMP, és a Momentum, a jelöltek közül Karácsony Gergely és Puzsér Róbert támogatását nyerte el, emellett a CVB tagjai lettek az alábbi civil szervezetek is: Civilek a demokráciáért, Mindenki Magyarországa Mozgalom, Számoljuk Együtt Mozgalom, Nyomtass te is!, aHang, Oktogon Közösség, Állampolgárok a Centrumban Egyesület, Szolidaritás Mozgalom, Sétáló Budapest.
A Magyar Liberális Párt jelezte, hogy nem kíván az előválasztáson részt venni, mert részükről elfogadhatatlan, hogy szélsőséges pártokkal működjenek együtt.

## Tevékenysége
A 2019-es főpolgármesteri előválasztás második fordulójának lebonyolítását, a szavazatok számlálását, az eredmények kihirdetését a CVB koordinálta. 
Az online előválasztásban létrejött OEVB nagyban támaszkodott a CVB tapasztalataira és tagszervezeteire; az előválasztás első fordulójában pedig nagy részben a szervező aHang műszaki megoldásaira támaszkodtak.